# Landriano
Landriano är en ort och kommun i provinsen Pavia i regionen Lombardiet i Italien. Kommunen hade 6 417 invånare (2018).